# Unplayed Piano
Unplayed Piano é um single de Damien Rice e Lisa Hannigan do ano de 2005 feito para apoiar Aung San Suu Kyi que estava sob prisão domiciliar  em Mianmar desde 2002. O sigle foi lançado em ocasião do  60.º aniversário de  Aung San. A canção foi composta por Damien após visitá-la e posteriormente incorporado à campanha pela libertação de Auug San. Rice e Hannigan  gravaram o single e Damien  realizou um show no London Palladium para aumentar a visibilidade da campanha. Também deu uma entrevista ao The independence para explicar as motivações para o single. A capa do álbum é uma fotografia de Aung San Suu Kyi, pela fotógrafa Micheline Pelletier.

## Faixas
O single contém duas faixas da canção, sendo uma delas instrumental.
1. Unplayed Piano- 3:47
2. Unplayed Piano (instrumental)- 3:49

## Formação
- Cello - Vyvienne Long
- Bateria -Tom Osander (Tomo)
- Guitarra- Mark Kelly
- Vocais - Lisa Hannigan
- Voz, guitarra, baixo, clarinete e percurssão-Damien Rice.